# 모모야마정
모모야마정(桃山町)은 와카야마현 나가군에 설치되었던 정이다.